# Gastrodia kuroshimensis
Gastrodia kuroshimensis es una especie de orquídea terrestre perteneciente a la familia Orchidaceae, descubierta en abril de 2016.

## Distribución
Ha sido descubierta en la isla japonesa de Kuroshima, localizada en la prefectura de Kagoshima, al sur de Kyūshū. La planta recibe su nombre por la citada isla, aunque ha sido localizada también en las islas de Yakushima y Akusekijima.

## Características
Al igual que el resto de su género, es micoheterótrofa: no realiza fotosíntesis y se alimenta mediante una micorriza, o unión simbiótica entre las raíces de la planta y hongos. Otra característica destacable es su cleistogamia, ya que la flor se autopoliniza y se autofecunda debido a que siempre permanece cerrada.
Su hábitat es oscuro, por lo que insectos no están involucrados con ella.

## Taxonomía
Gastrodia kuroshimensis fue descrita por Kenji Suetsugu y publicado en Phytotaxa 278(3): 248, en 2016.